# Wielka Wieś (powiat poznański)
Wielka Wieś (hist. Buk, niem. Großdorf) – wieś w Polsce położona w województwie wielkopolskim, w powiecie poznańskim, w gminie Buk.

## Historia
Miejscowość pierwotnie była związana z Wielkopolską i nazywała się "Buk". Istnieje co najmniej od drugiej połowy XIII wieku i ma średniowieczną metrykę. Po raz pierwszy odnotowana została w łacińskim dokumencie z 1257 jako "villa, que vocatur Buk" , w 1303 "villa sanctuariorum", w 1472 po staropolsku "Wyelka Wyesch", 1475 "Wyela Wyesz", 1478 "villa circa Buk", 1508 "Vyelga Vyesch", 1510 "Magna Villa", 1511 "Vielga Vyess", 1563 "Wielga Wiesz suburbium", 1564 "Vielga", 1577 "Wielga Wies".
Miejscowość była początkowo własnością książęcą, a następnie kościelną, należącą do kustodii katedry poznańskiej, a następnie biskupstwa poznańskiego. W 1475 wieś leżała w powiecie poznańskim województwa poznańskiego w Koronie Królestwa Polskiego. W 1508 należała do parafii Buk.
Pierwszy historyczny zapis związany ze wsią pochodzi z kancelarii księcia wielkopolskiego Bolesława Pobożnego, który w 1257 oznajmił, że jego brat książę wielkopolski Przemysł I w testamencie (łac. "in ultima voluntate") nadał kustodii w katedrze poznańskiej wieś zwaną Buk, czyli późniejszą Wieś Wielką wraz z miastem Buk, kościołem, wszystkimi ludźmi sobie podległymi, z prawem do bicia monety, cłem, karczmami, immunitetem ekonomicznym i sądowym. Książę Bolesław wyliczył obowiązki kustosza jako obdarowanego oraz potwierdził to nadanie.
W 1303 Tomasz kustosz w katedrze poznańskiej dał biskupowi poznańskiemu Andrzejowi Zarembie miasto Buk wraz z przyległą wsią świątników w zamian za Kaczanowo w powiecie pyzdrskim z dziesięciną oraz trzema łanami wolnymi w Kobylnikach koło Poznania. W 1350 król polski Kazimierz III Wielki zwolnił kmieci i mieszkańców dóbr biskupich, m.in. z Buku wraz z przyległą wsią, od świadczeń na tak długo, dopóki będą oni korzystać z wolnizny od świadczeń dla biskupa. W 1472 Andrzej Bniński biskup poznański dał opatrznemu Mikołajowi Dębieńskiemu mieszczaninowi z Buku nieuprawiany od lat ogród we wsi opuszczonej Wielka Wieś położony między ogrodami łaziebnika Grzegorza i Stanisława Kramarza, zwalniając Mikołaja od robocizn i powinności oraz zobowiązując go do rocznej opłaty w naturze w postaci 8 kapłonów. W 1510 do uposażenia altarii św. Andrzeja i Wniebowzięcia NMP w katedrze poznańskiej należała m.in. jedna kopa groszy sumy głównej na ogrodzie w Wielkiej Wsi, która została złożona altaryście tytułem wykupu czynszu na św. Wojciecha.
Dokumenty historyczne odnotowały także zwykłych mieszkańców wsi. W 1462 wspomniany został opatrzny Wawrzyniec spod Buku, czyli z Wielkiej Wsi, który zapisał czynsz roczny od sumy 10 grzywien szer. groszy czeskich na wolnym łanie kmiecym we wsi Psarskie koło Pniew w celu erygowania altarii w kościele parafialnym w Buku lub na uposażenie już istniejącej tam altarii. W 1511 odnotowano włodarza Mikołaja, który był prawdopodobnie miejscowym sołtysem.
W 1564 Wielka Wieś koło Buku leżała w kluczu dóbr Buk biskupów poznańskich. Miejscowość miała wówczas 18 łanów, z tego 12 łanów osiadłych. Mieszkańcy dawali z każdego łanu osiadłego po jednej grzywnie, 4 ćwiertnie owsa, dwa koguty, 30 jaj. Kolejne 4 łany opuszczone krótko przed zgonem biskupa poznańskiego Andrzeja Czarnkowskiego, zmarłego w 1562, uprawiano dla dworu. We wsi 4 zagrodników, z zagrody zapłacili po 6 groszy, a włodarz, który pełnił służby, ze swojego łanu nic nie płacił. We wsi Scytowski posiadał jeden łan i od dwóch lat nic z niego nie płacił. Kmiecie dawali w naturze owies oraz koguty tytułem opłaty zwanej wiecne.
Miejscowość odnotowały również historyczne rejestry podatkowe. W 1475 i 1478 Wielka Wieś odnotowana została w wykazach zaległości podatkowych. W 1508 miał miejsce pobór od 13,5 łana. W 1563 przedmieścia Wielka Wieś i Półwsie zapłaciły opłatę zwaną szos razem z miastem Buk. W 1567 i 1570 pobrano podatki od 7 łanów i 5 zagrodników. W 1576 pobór zapłacił biskup poznański od 5 łanów i 4 zagrodników. W 1577 pobór zapłacił biskup poznański od 10 półłanków i 3 zagrodników. W 1580 pobór zapłacił biskup poznański od 10 półłanków, 3,5 łana opuszczonego i 4 zagrodników. W 1581 pobór zapłacił biskup poznański od 10 półłanków, 7 półłanków opuszczonych, jednego półłanka, który „na pan orzą”, od 4 zagrodników. W 1583 pobór zapłacił biskup poznański od 10 półłanków, 8 półłanków opuszczonych, 3 zagrodników, dwóch komorników.
Wieś duchowna biskupa poznańskiego położona była w 1580 roku w powiecie poznańskim województwa poznańskiego w Rzeczypospolitej Obojga Narodów. Wskutek II rozbioru Polski w 1793, miejscowość przeszła pod władanie Prus i jak cała Wielkopolska znalazła się w zaborze pruskim.
Leon Plater w XIX-wiecznej książce pod tytułem Opisanie historyczno-statystyczne Wielkiego Księztwa Poznańskiego”(wyd. 1846) wzmiankuje Wielką Wieś oraz folwark o tej samej nazwie w ówczesnym powiecie bukowskim, który dzielił się na cztery okręgi (bukowski, grodziski, lutomyślski oraz lwowkowski). Obie wsie należały do okręgu bukowskiego i były częścią majętności Duszniki, której właścicielem był rząd pruski w Berlinie. Według spisu urzędowego z 1837 roku Wielka Wieś liczyła 260 mieszkańców i 26 dymów (domostw), natomiast folwark liczył 75 mieszkańców w 6 domostwach.
W latach 1975–1998 miejscowość należała administracyjnie do województwa poznańskiego. Pod koniec 2016 liczyła 1116 mieszkańców.